# Ле-Верне (Алье)
Ле-Верне́ (фр. Le Vernet) — коммуна во Франции, находится в регионе Овернь. Департамент коммуны — Алье. Входит в состав кантона Южный Кюссе. Округ коммуны — Виши.
Код INSEE коммуны — 03306.

## Население
Население коммуны на 2008 год составляло 1808 человек.
| 1962 | 1968 | 1975 | 1982 | 1990 | 1999 | 2008 |
| ---- | ---- | ---- | ---- | ---- | ---- | ---- |
| 771  | 883  | 985  | 1175 | 1430 | 1585 | 1808 |

## Экономика
В 2007 году среди 1166 человек в трудоспособном возрасте (15—64 лет) 854 были экономически активными, 312 — неактивными (показатель активности — 73,2 %, в 1999 году было 70,8 %). Из 854 активных работали 790 человек (413 мужчин и 377 женщин), безработных было 64 (28 мужчин и 36 женщин). Среди 312 неактивных 100 человек были учениками или студентами, 105 — пенсионерами, 107 были неактивными по другим причинам.